# Dombeyoideae
Dombeyoideae is een onderfamilie uit de kaasjeskruidfamilie (Malvaceae).

## Geslachten
- Astiria Lindl.
- Burretiodendron Rehder
- Cheirolaena Benth.
- Corchoropsis Siebold & Zucc.
- Dombeya Cav.
- Eriolaena DC.
- Harmsia K.Schum.
- Helmiopsiella Arènes
- Helmiopsis H.Perrier
- Melhania Forssk.
- Nesogordonia Baill.
- Paradombeya Stapf
- Paramelhania Arènes
- Pentapetes L.
- Pterospermum Schreb.
- Ruizia Cav.
- Schoutenia Korth.
- Sicrea Hallier f.
- Trochetia DC.
- Trochetiopsis Marais